# 유형 (승려)
설두 유형(雪竇有炯, 1824년 ~ 1889년)은 조선 말기의 승려이다. 유형(有炯)은 자이고 설두(雪竇)는 호이고 성은 이(李)이다. 초명은 봉기(奉琪)이며 옥과현(玉果縣) 출신이다.
19세에 백양산의 쾌일(快逸)에게서 승려가 되어, 이듬해 조계사 한성(翰醒)에게 구족계를 받고 명산을 유력, 영구산(靈龜山)에서 긍선(亘璇)의 강회(講會)에 참가, 학업을 마쳤다. 도원(道圓)의 뒤를 이어 강단에 올라 10여년 간 후학을 교도하며 선(禪)을 닦았으며, 고종 7년 무악산 불갑사(佛岬寺)를 증수하였고, 1889년 봉인사(奉仁寺)에서 선문하였다.
그는 《선원소류(禪源遡流)》를 지어, 스승 긍선의 《선문수경》을 비판한 의순 · 홍기 등의 주장을 재반박하고, 긍선의 이론을 옹호하였다.

## 같이 보기
- 조선 말기의 선론
- 긍선
- 의순
- 홍기
- 서진하

## 참고 문헌
- 이 문서에는 다음커뮤니케이션(현 카카오)에서 GFDL 또는 CC-SA 라이선스로 배포한 글로벌 세계대백과사전의 내용을 기초로 작성된 글이 포함되어 있습니다.